# Gustavo de Conti
Gustavo De Conti ( São Paulo, 27 de fevereiro de 1980) é um ex-jogador e treinador de basquetebol brasileiro.

## Início
Gustavo começou a jogar basquete no colégio, aos 7 anos. Jogou nas divisões de base do Corinthians, do Monte Líbano, do Ypiranga e Paulistano. Por este último encerrou a carreira de atleta com apenas 23 anos, para focar-se no treino de equipes de base.

## Carreira como treinador
Ainda enquanto jogador, De Conti iniciou como treinador nas divisões de base do Ypiranga. Depois mudou-se para as divisões de base do Paulistano.
Chegou à equipe principal, como auxiliar técnico, em 2004. Auxiliou o então treinador José Alves Neto, com quem trabalhou no Paulistano quando ainda era jogador.
Paulistano
Em 2010, Gustavo foi chamado, aos 30 anos de idade, para assumir a equipe principal do Paulistano. No comando do time principal, De Conti foi vice-campeão do NBB na temporada 2013–14 e levou o Paulistano ao melhor início de sua história.
Em sua quarta temporada no NBB, recebeu o Troféu Ary Vidal, sendo o mais jovem treinador a recebê-lo.
Na temporada 2017–18 do NBB, Gustavo De Conti foi campeão pelo Paulistano.
Flamengo
Em junho de 2018 foi anunciado como o novo treinador do Flamengo, Foi novamente campeão do NBB na temporada 2018–19.

### Seleção Brasileira
Gustavo passou a integrar a comissão técnica da seleção brasileira em 2012.
Após a demissão de Aleksandar Petrovic, no dia 13 de setembro de 2021, Gustavo De Conti era o mais cotado para assumir a seleção. No dia 20 de setembro de 2021, a CBB anunciou sua contratação, visando os Jogos Olímpicos de 2024 em Paris.
Foi apresentado oficialmente na seleção, no dia 28 de setembro de 2021.
Foi desligado da seleção brasileira de basquete em 17 de abril de 2024

## Conquistas
Paulistano
- Campeonato Brasileiro: 2017–18
- Campeonato Paulista: 2017

Flamengo
- Copa Intercontinental FIBA: 2022
- Champions League Américas: 2020–21
- Campeonato Brasileiro: 2018–19, 2020–21
- Copa Super 8: 2018, 2020–21, 2023-24
- Campeonato Carioca: 2018, 2019, 2020, 2021, 2022, 2023

### Individuais
- Troféu Ary Vidal - Treinador do Ano: 2014, 2017, 2018, 2021[20]